# 岐阜城盛り上げ隊
岐阜城盛り上げ隊（ぎふじょうもりあげたい）は、岐阜城を中心に活動するおもてなし武将隊。メンバーは社会人のボランティアが中心であり、自前の甲冑や装束を着用し、連休や日曜日に金華山ロープウェーと連携して活動している。現在の構成は6人（＋随時ゲスト）。
おもてなし武将隊に類するPR団体としては最も長く活動している。

## 概要
2018年（平成30年）現在は斎藤道三、斎藤義龍、斎藤龍興、明智光秀、稲葉一鉄、長井道利、小助・中助(斎藤道三を守る忍者)の金華山にゆかりのある武将。
活動内容は、岐阜城・金華山の歴史説明や、観光客と写真撮影の他、ゴミ拾い、登山道などの道案内、迷子の誘導など。
また、お子様限定（先着50名様）として斎藤道三・明智光秀・明智光秀の現世の職場の人々が作った「岐阜城盛り上げ隊オリジナル折り紙手裏剣」を無料で配布している。
今までの折り紙手裏剣の製作個数は70,000個以上にのぼる。（2018年12月現在）
春と秋の年に2回、金華山ロープウェー会社の協力のもと、武将スタンプラリー・兜無料試着体験などのイベントを行っている。各武将の衣装は各自の所有物であり、自前で購入・製作した物。
行政からの支援は一切なく各地のイベントなどへは全て自費で行き、ホームページの運営費・広告宣伝費なども全てメンバーが自費で自主製作をし、積極的に岐阜城をアピールしている。

## 武将一覧
- 斎藤道三 - 「史跡盛り上げ隊」結成当初から参加。
- 斎藤義龍 - 「史跡盛り上げ隊」結成当初から参加。
- 斎藤龍興 - 「岐阜城盛り上げ隊」結成当初から参加。
- 明智光秀 - 「史跡盛り上げ隊」結成当初から参加。
- 竹中半兵衛 - 「岐阜城盛り上げ隊」結成当初から参加。
- 稲葉一鉄（2代目） - 2013年から参加。
- 氏家直元 - 2012年から参加。
- 長井道利 - 2013年から参加。
- 小助 - 2012年から参加。

## 活動履歴
活動報告書PDF

### 2008年
- 5月　「史跡盛り上げ隊」としてメンバー3人で発足。 岐阜県・岐阜城を中心とし全国各地を自前の甲冑を着て散策しPR
- 10月27日　関ヶ原を散策し盛り上げ
- 10月29日　岐阜城を盛り上げ
- 11月11日　名古屋城を盛り上げ
- 11月24日　伊勢戦国時代村（伊勢安土桃山文化）を盛り上げ
- 11月27日　彦根城を盛り上げ
- 11月30日　岡崎城を盛り上げ
- 12月17日　岩村城、妻籠宿を盛り上げ
- 12月24日　伊賀上野城を盛り上げ
- 12月28日　犬山城を盛り上げ

### 2009年
- 2月　ボランティア団体：岐阜城盛り上げ隊 を発足
- 2月15日　足助雛まつりを盛り上げ
- 2月16日　京都を盛り上げ
- 4月4日　岐阜市「道三まつり」 を盛り上げ
- 4月14日　松本城を盛り上げ
- 5月4日　◆第一回　兜 無料体験を実施
- 6月7日　桶狭間まつりを盛り上げ
- 6月14日　郡上八幡城を盛り上げ

### 2010年
- 1月23日　長野市と松本城を盛り上げ
- 4月4日　伊賀上野忍者フェスタを盛り上げ
- 5月2日　◆第二回　兜 無料体験
- 5月8日　名古屋テレビ「サタあはっ!」に出演
- 6月3日　NHK名古屋放送局「FMトワイライト」にて岐阜城盛り上げ隊が紹介される
- 7月15日　JTB発行の「るるぶ岐阜・飛騨高山白川郷’11」に掲載【全国9万1千部】
- 8月28日　平城宮跡会場を盛り上げ
- 9月10日　交通新聞社発行の全国誌「旅の手帖」に岐阜城盛り上げ隊が掲載
- 9月18日　台湾テレビ：GTV八大電視大「大脚走天下」にて岐阜城・岐阜城盛り上げ隊がピックアップ
- 10月3日　学生団体岐阜人のフリーペーパー「GIFT」13号に掲載
- 10月10日　◆第三回　兜 無料体験
- 10月17日　関ヶ原まつりを盛り上げ
- 10月17日　朝日新聞に掲載。 題：「岐阜城、武将に会える日曜日　歴史好きがボランティア隊」
- 10月23日　朝日新聞に掲載。題：「岐阜城盛り上げ隊が奮闘中　武将姿の観光ボランティア」
- 10月23日　名古屋テレビ「どですか!」で岐阜城盛り上げ隊がピックアップ
- 10月24日　岐阜城・川原町
- 11月　生活情報誌「月刊：ぷらざ」に掲載、紹介
- 11月3日　CBCラジオ「グリーンマップ」に出演
- 11月14日　長浜城を盛り上げ
- 11月28日　養老の滝「もみじまつり」を盛り上げ
- 12月11日　岐阜市文化センターにて八汐亜矢子の曲「織田信長」を応援
- 12月18日　JR岐阜駅前信長広場にてチャリティイベントに参加

### 2011年
- 1月8日　「食べ長良川」 を盛り上げ
- 1月23日　岐阜テレビ「ぎふチャン」に出演
- 2月3日　岐阜テレビ「フォーカス岐阜」にて取材・放送
- 2月13日　中部国際空港セントレアにて名古屋おもてなし武将隊や名古屋のゆるキャラはち丸と共に「中部武将館オープニングの宴」
- 3月4日　Ustream生放送「10時には終わります」に出演
- 3月13日　◆第一回　岐阜城盛り上げ隊スタンプラリーを開催。と同時に 「東北地方太平洋沖地震救援募金活動」を行う（84,915円）
- 3月19日　チャリティーイベント「GIFUエキマエスローフェスタ」。「東北地方太平洋沖地震救援募金活動」を行う（42,216円）
- 4月1日　中日新聞に掲載。題：「子どもがたのしめる城に！」
- 4月2日　「織田信長出陣の会」と柳ヶ瀬にて東日本大震災復興支援募金活動を2日間行う
- 4月3日　「織田信長出陣の会」と柳ヶ瀬にて「東北地方太平洋沖地震救援募金活動」を行う。募金は中日新聞岐阜支部に預ける（207,824円）
- 5月3日　名古屋市「ランの館」にて【百花繚乱　戦ラン絵巻フェスティバル】 を盛り上げ
- 5月5日　◆第五回　兜 無料体験
- 5月15日　「高橋尚子杯ぎふ清流ハーフマラソン」
- 7月7日　JTBパブリッシング発刊「るるぶ岐阜飛騨高山白川郷’2011」に掲載
- 7月24日　「ぎふを味わおうキャンペーン」の応援
- 7月30日　柳ヶ瀬にて「織田信長　出陣の会」の援軍
- 8月6日　「ぎふを味わおうキャンペーン」の応援
- 8月9日　名古屋城宵祭りを盛り上げ
- 10月9日　岐阜人【月刊GIFUTOぎふと】2011年10月号に掲載

### 2012年
- 2月5日　岐阜市主催「岐阜市ご当地B級グルメフェスティバル」 を盛り上げ
- 2月24日　Ustream放送「10時には終わります」に出演
- 3月11日　おもてなし武将隊JAPANの一員となり、日本を盛り上げるための応援歌「空/羽よ、魂となれ。」CDを発売
- 4月8日　「道三まつり」 を盛り上げ
- 4月29日　◆第二回　岐阜城盛り上げ隊スタンプラリー開催
- 7月22日　「岐阜駅前サミット2012」を盛り上げ
- 9月12日　清洲城を盛り上げ
- 9月12日　株式会社昭文社　発刊「まっぷる岐阜飛騨高山・白川郷'13」（発行部数5万部） に掲載
- 10月6日　第56回「ぎふ信長まつり」を盛り上げ
- 10月16日　岐阜市秋冬パンフレット「ええ旅★ぎふ気分」に掲載
- 10月21日　「可児市国際交流協会・多文化共生フェスティバル」を盛り上げ
- 11月4日　「がんばろう！岐阜チャリティーフェスティバル織田信長出陣」を盛り上げ
- 11月25日　◆第三回　岐阜城盛り上げ隊スタンプラリー開催
- 12月15日　柳ヶ瀬にて「ゆるクリ2012」を盛り上げ
- 12月23日　清洲城にて「うつけ祭り」を盛り上げ

### 2013年
- 2月3日　清洲城武将隊桜華組ファイナルイベント　清洲城戦国サミットに出陣
- 2月17日　SKE48の加藤るみ・古川愛李と「NHKプレマップ」の撮影
- 2月23日　旅行会社JTB企画の「清洲・小牧山・岐阜・安土城、織田信長が居城した城ツアー」にて、ツアー客のおもてなしと岐阜の宣伝
- 3月10日　岐阜県鷲が岳スキー場を盛り上げ
- 3月11日　関市「関鍛冶伝承館」にて「関鍛冶伝承館10周年記念×信長の野望発売記念30周年」特別企画展「信長の野望 日本刀の世界展」。初の演武「長良川の戦い」を披露
- 3月17日　岐阜新聞掲載
- 3月15日　NHK総合 SKE48と番組「プレマップ　父の花、咲く春PR（岐阜城編）」
- 3月25日　ぎふチャンにて岐阜城盛り上げ隊が紹介される
- 3月30日　柳ヶ瀬「やなな」の引退イベントを盛り上げ
- 4月3日　ハウステンボスを盛り上げ
- 4月9日　京都青蓮院門跡を盛り上げ
- 4月11日　岐阜県本巣郡根尾村。「淡墨桜」を見に来ている観光客と触れ合い
- 4月13日　長野県伊那市「高遠城址公園さくらまつり」を盛り上げ

## 出演

### テレビ
- 名古屋テレビ　2010年10月23日　「どですか！」で岐阜城盛り上げ隊がピックアップされ放送
- CBCラジオ　2010年11月3日　「グリーンマップ」に出演
- ぎふチャン　2011年2月3日　岐阜テレビ「フォーカス岐阜」にて取材・放送
- Ustream　2012年2月24日　「10時には終わります」に出演。UST放送
- ぎふチャン　2013年3月25日　ぎふチャン
- NHK総合　2013年3月15日　NHKプレマップにてSKE48とコラボ番組「父の花、咲く春（岐阜城編）」